# 新界區專線小巴89M線
新界區專線小巴89M線，由李惠珍運輸營辦，來往葵盛（葵孝街）及葵芳站。運輸署官方路線顯示此路線為循環線，但實際上車輛駛抵葵芳站後所有乘客均須下車，故屬假循環線。至於其由同一營辦商營辦之支線89S線，則循環來往葵芳站及葵盛邨盛安樓。與89M線不同，此線須繞經高盛臺及葵盛西邨第6座。兩線全程收費皆為$4.9，皆無任何分段收費。

## 歷史
本線在1982年5月16日配合地鐵荃灣綫通車而線投入服務，當時來往葵盛北及葵興地鐵站，於早上繁忙時間後至晚間由89線調撥4輛小巴行走，後來於1994年延長至葵芳站（新都會廣場），並擴展至全日行走。
2004年，89S線投入服務。
2012年8月1日：配合89系列路線重組，89S線不再繞經葵孝街，並提供與89B線的轉乘優惠。

## 服務時間及班次
89M線小巴所有班次皆由葵盛開出，而89S線的所有班次則皆由葵芳站開出；兩線之服務時間皆為每日上午6時半至翌日凌晨零時半，班次皆為約5至15分鐘一班。
每日晚上11時半後，89M及89S線會實施合併行駛直至尾班車開出。小巴會同時展示兩線的號碼牌以及「89M+89S已合併行駛」的提示牌讓乘客知悉。小巴會先沿89M的路線駛往葵孝街總站，其後再沿89S的路線，經高盛臺及葵聯路返回葵芳。
而至從新型冠狀病毒疫情在香港爆發後，小巴公司會視乎疫情的趨勢以及乘客量，會把兩線全日實施合併行駛。但有消息人士透露，有關安排並未獲得運輸署批准，因此屬於擅自改動。

## 行車路線
89M
- 途經：葵孝街、葵盛圍（上段）、大窩口道、興芳路、興寧路、葵仁路、葵義路、葵富路、興芳路、大窩口道、葵盛圍（上段）及葵孝街

89S
- 途經：興寧路、葵仁路、葵義路、葵富路、興芳路、大窩口道、葵盛圍（上段）、葵聯路、葵盛圍（上段）、大窩口道、興芳路及興寧路

### 沿線車站
89M
| 葵盛（葵孝街）開 | 葵盛（葵孝街）開   | 葵盛（葵孝街）開 | 葵芳站開 | 葵芳站開           | 葵芳站開 |
| 序號             | 車站名稱           | 位置             | 序號     | 車站名稱           | 位置     |
| ---------------- | ------------------ | ---------------- | -------- | ------------------ | -------- |
| 1                | 葵孝街小巴總站     | 葵孝街           | 1        | 葵芳站小巴總站     | 興寧路   |
| 2                | 葵盛邨盛國樓       | 葵孝街           | 2        | 智芳街             | 興芳路   |
| 3                | 葵盛邨盛安樓       | 葵盛圍           | 3        | 林士德體育館       | 興芳路   |
| 4                | 葵葉街             | 葵盛圍           | 4        | 葵康苑 （葵興站）  | 大窩口道 |
| 5                | 聖公會林護紀念中學 | 葵盛圍           | 5        | 聖公會林護紀念中學 | 葵盛圍   |
| 6                | 葵康苑 （葵興站）  | 大窩口道         | 6        | 葵盛邨盛豐樓       | 葵盛圍   |
| 7                | 葵芳邨葵信樓       | 興芳路           | 7        | 葵盛邨盛強樓       | 葵盛圍   |
| 8                | 智芳街             | 興芳路           | 8        | 葵盛邨盛安樓       | 葵盛圍   |
| 9                | 葵芳站小巴總站     | 興寧路           | 9        | 葵盛邨盛國樓       | 葵孝街   |
|                  |                    |                  | 10       | 葵孝街小巴總站     | 葵孝街   |

## 外部連結
- 運輸署：新界區專線小巴第89M號線之路線資料及獲准上落客地點
- 運輸署：新界區專線小巴第89S號線之路線資料及獲准上落客地點
- 小巴薈：新界區專線小巴89M號線 （页面存档备份，存于）
- 小巴薈：新界區專線小巴89S號線 （页面存档备份，存于）
- |  | 本文全部或部份內容轉載或複製自 香港大典上的相关条目：新界專綫小巴89M線（繁體中文），依照CC-BY-SA 3.0協議發佈。 |
- |  | 本文全部或部份內容轉載或複製自 香港大典上的相关条目：新界專綫小巴89S線（繁體中文），依照CC-BY-SA 3.0協議發佈。 |